# 옥산면 (청주시)
옥산면(玉山面)은 대한민국의 충청북도 청주시 흥덕구에 설치된 면이다.

## 개요
옥산면은 청주시 흥덕구 북쪽에 위치하여 동남쪽은 금강 상류인 미호강이 가로지르고, 북서남쪽으로 천수천이 관통하고 있는 지역이다. 동쪽으로는 오창과학단지가 위치해 있으며 서쪽으로는 오송생명과학단지가 조성되어 있다. 미호천변의 비교적 평야지역으로 미질이 뛰어난 벼농사를 비롯하여 방울토마토, 수박, 애호박, 오이 등 시설원예와 낙농이 일찍이 발달하여 부유한 생활을 하고 있는 풍요로운 농업면이며, 경부고속도로 및 중부고속도로가 관통하고 청주역이 인접한 교통요충지다.

## 연혁
- 조선시대 청주군 서강외이하면(西江外二下面)(25개 리), 서강외이상면(西江外二上面)(18개 리), 북강외이면(北江外二面) 일부(백현리, 화산리 각 일부)

| 조선총독부령 제111호                                                               |                                                                       |
| 구 행정구역                                                                        | 신 행정구역                                                           |
| 청주군 서강외이상면 금계리, 동림리, 사정리/덕수리, 수락리, 장남리, 장동리, 호죽리  | 옥산면 금계리, 동림리, 사정리, 수락리, 장남리, 장동리, 호죽리         |
| 청주군 서강외이하면 가락리, 국사리, 남촌리, 서촌리, 소로리, 신촌리, 오산리, 환희리 | 옥산면 가락리, 국사리, 남촌리, 덕촌리, 소로리, 신촌리, 오산리, 환희리 |
- 1914년 4월 1일 청주군 옥산면
- 1946년 6월 1일 청원군 옥산면
- 2014년 7월 1일 청주시 흥덕구 옥산면 (15법정리)

## 행정 구역
| 법정리 | 한자명 | 행정리                    | 비고     |
| ------ | ------ | ------------------------- | -------- |
| 환희리 | 歡喜里 | 환희1리, 환희2리          |          |
| 장남리 | 樟南里 | 장남리                    |          |
| 호죽리 | 虎竹里 | 호죽1리, 호죽2리          |          |
| 장동리 | 檣東里 | 장동리                    |          |
| 오산리 | 烏山里 | 오산1리~오산13리          | 면소재지 |
| 수락리 | 水落里 | 수락리                    |          |
| 신촌리 | 新村里 | 신촌리                    |          |
| 가락리 | 佳樂里 | 가락1리~가락10리          |          |
| 국사리 | 國仕里 | 국사1리, 국사2리          |          |
| 금계리 | 金溪里 | 금계리                    |          |
| 남촌리 | 南村里 | 남촌리                    |          |
| 덕촌리 | 德村里 | 덕촌1리, 덕촌2리, 덕촌3리 |          |
| 동림리 | 東林里 | 동림리                    |          |
| 사정리 | 沙亭里 | 사정1리, 사정2리          |          |
| 소로리 | 小魯里 | 소로1리, 소로2리          |          |
| 15리   |        | 43행정리                  |          |

## 학교
- 옥산초등학교 (오산리)
  - 금계분교 (폐교) - 금계길 35 (금계리)
  - 호죽분교 (폐교) - 호죽길 98 (호죽리)
- 청주소로초등학교 (가락리)
- 옥산중학교 (오산리)

## 아파트
| 단지명            | 건설사         | 시행사           | 주소                     | 입주       | 비고 |
| ----------------- | -------------- | ---------------- | ------------------------ | ---------- | ---- |
| 청주 리버파크자이 | 지에스건설㈜   | 흥덕지역주택조합 | 오송가락로 1056 (가락리) | 2019년 7월 |      |
| 아트빌            | 금정산업개발㈜ | 금정산업개발㈜   |                          | 1998년 6월 |      |